# Остаци цркве Светог Николе у Кориши
Остаци цркве Светог Николе у Кориши налазе се у насељеном месту Кориша, на територији општине Призрен, на Косову и Метохији. Представљају непокретно културно добро као споменик културе.
У јужном делу села, на Падинама Градишта леже остаци цркве, скромних димензија, посвећене Светом Николи међу столетним храстовима. Значајна је по томе што је у њој 1860. године пронађена оснивачка повеља цара Душана његовој главној задужбини и маузолеју манастиру Светих Арханђела код Призрена. Повеља представља један од најсадржајнијих српских средњовековних сродних аката.
Датум проналажења повеље, година 1860. показује да је до тада црквица била очувана.

## Основ за упис у регистар
Решење Завода за заштиту споменика културе АКМО у Приштини, бр. 467 од 14. 9. 1963. Закон о заштити споменика културе (Сл. гласник НРС бр. 51/59).